# موا هيجلمر
موا إيلين ماريان هيجلمر (بالسويدية: Moa Hjelmer)‏ (ولدت في 19 يونيو 1990) هي رياضية سويدية تتنافس في مسافة 200 متر و400 متر . ولدت هيلجمر في ستوكهولم . فازت بميدالية فضية في بطولة أوروبا للشباب لعام 2011 في أوسترافا . حطمت الرقم القياسي السويدي بسباق 400 متر في 14 أغسطس 2011 ، ثم توفقت على رقمها مرتين خلال بطولة أوروبا في هلسنكي في عام 2012.  في 29 يونيو 2012 فازت بميدالية ذهبية في بطولة ألعاب القوى الأوروبية 2012 في هلسنكي عندما فازت في نهائي 400 متر في زمن قياسي جديد بلغ 51.13 ثانية.
في 13 ديسمبر 2013 ، أعلنت هيجلمر أنها كانت حاملاً ولن تتنافس خلال عام 2014. 

## روابط خارجية
- موا هيجلمر على موقع الاتحاد الدولي لألعاب القوى (الإنجليزية)
- موا هيجلمر على موقع الدوري الماسي (الإنجليزية)
- موا هيجلمر على موقع اللجنة الأولمبية الدولية (الإنجليزية)
- موا هيجلمر على موقع أوليمبيديا (الإنجليزية)
- موا هيجلمر على موقع اللجنة الأولمبية السويدية (السويدية)